# Anna Gümplová
Anna Gümplová (* 18. června 1993 Jihlava) je česká politička a aktivistka, od ledna 2020 do ledna 2022 místopředsedkyně Zelených.

## Život
Absolvovala Gymnázium Jihlava a následně vystudovala Mezinárodní teritoriální studia na Fakultě sociálních věd Univerzity Karlovy v Praze (promovala v roce 2018 a získala titul Bc.).
Pracovala jako asistentka Petry Kolínské, náměstkyně pražské primátorky. Od dubna 2018 je na Magistrátu hlavního města Prahy zaměstnána jako asistentka Hany Třeštíkové, radní hlavního města Prahy pro oblast kultury.
Anna Gümplová žije v Praze. Angažovala se zejména v neziskových subjektech, např. Arnika, Amnesty International či Greenpeace.

## Politické působení
Je bývalou spolumluvčí Mladých zelených. Od května 2018 do srpna 2019 byla členkou vedení Evropských mladých zelených (Federation of Young European Greens) (tzv. Executive Committee Member).
Ve volbách do Poslanecké sněmovny PČR v roce 2017 kandidovala v Kraji Vysočina za Zelené, ale neuspěla. V lednu 2020 byla zvolena místopředsedkyní strany. V lednu 2022 již funkci místopředsedkyně strany neobhajovala.
V komunálních volbách v roce 2022 kandidovala do zastupitelstva Prahy 3 z 5. místa kandidátky Zelených, ale neuspěla. Zároveň kandidovala do Zastupitelstva hlavního města Prahy z 20. místa kandidátky koalice Solidarita, kterou tvoří ČSSD, Zelení, Budoucnost a Idealisté, ale také neuspěla.
Anna Gümplová se vyjadřuje zejména k ekologické, klimatické a aktivistické politice, profiluje se jako zástupkyně mladých a žen v politice.